# Volksbibel 2000
Die Volksbibel 2000 ist ein Bibelprogramm (Freeware), das für Microsoft Windows, Mac OS und Linux angeboten wird. Es enthält mehrere urheberrechtsfreie Texte sowie einige ältere noch urheberrechtlich geschützte Texte, die jedoch zusammen mit dem Programm kostenlos weitergegeben werden dürfen.

## Enthaltene Texte
1. Die Schöningh´sche Bibel

Das AT aus dem Grundtext übersetzt und erläutert, von Eugen Henne 1936 (berücksichtigt wurde auch: Das Alte Testament, Auswahl nach der Übersetzung von Eugen Henne, neugefasst und erläutert von Osmund Gräff Ferdinand Schöningh Verlag, München-Paderborn-Wien, 1973).
Das NT liegt hier in der 1994 von Christoph Wollek revidierten und durch weitere Anmerkungen ergänzten Fassung der von Konstantin Rösch 1921 geschaffenen und von Kapistran Bott zuletzt 1966 bearbeiteten Übersetzung des Neuen Testamentes, die,  ebenfalls im Verlag Ferdinand Schöningh, 1967 erschienen war, vor.
Für diese Neufassung des NT hat das Generalvikariat Paderborn 1995 die kirchliche Druckerlaubnis erteilt.
Die biblischen Orts- und Personennamen im AT und NT sind der neuen Schreibweise (wie sie auch in der Einheitsübersetzung verwendet wird) angepasst worden.
2. Die Grünewald´sche Bibel

Die Heilige Schrift des Alten und des Neuen Bundes, übersetzt von Paul Riessler und Rupert Storr, Matthias Grünewald Verlag, Mainz, 14. Auflage.
3. Den Kommentar zum NT von Günther Schiwy (Günther Schiwy: Weg ins Neue Testament, Kommentar und Material, 4 Bände, Echter-Verlag Würzburg, 1965–70).
- Den Kommentar zur Offenbarung des Johannes hat Chr. Wollek auf der Grundlage des Kommentars von Heinrich Julius Holtzmann (1832–1910) [in: Hand-Commentar zum Neuen Testament, Bd. 4; Freiburg u. Leipzig 1893] erarbeitet.
4. Die Elberfelder Bibel von 1871. - Die Anmerkungen und Hinweise auf abweichende Lesarten der 2003 freigewordenen Unrevidierten Elberfelder Bibel von 1905 sind hier eingearbeitet.
5. Die Lutherbibel (1902) ist auch im Internet frei zugänglich.
6. Die Vulgata und die Nova Vulgata war/ist die offizielle katholische lateinische Übersetzung der Bibel.
7. Die Septuaginta (LXX) - den Text dieser alten griechischen Übersetzung des AT hat Br. Robert Sandrock OSB (T´nach) zur Verfügung gestellt.
8. Der griech. Text des Neuen Testamentes, der sog. "textus receptus" ist im Internet frei zugänglich (siehe z. B. die Sammlung der "Finnish University and Research network FUNETArchive FTP.FUNET.FI").
9. Der griechische Text des NT von Westcott und Hort (1895) - ist mit kurzen grammatikalischen Erläuterungen zu jedem Wort versehen, die einzelnen Wörter sind darüber hinaus mittels der "Strong´s Nummern" ihren Stammformen zugeordnet.
- Diesen "erweiterten" Text hat Larry Pierce zur Verfügung gestellt.
(Im Laufe der Erarbeitung des griech./deutschen Wörterbuches, das zusammen mit diesem "erweiterten" griech. Text des NT in die Volksbibel 2000 integriert ist, sind einige Änderungen in der Zuordnung der Nummern vorgenommen worden. Eine völlige Übereinstimmung mit den "Strong´s", wie sie z. B. in der Online-Bible verwendet werden, ist deshalb nicht gewährleistet).
10. Das griech./deutsche Wörterbuch - in Anlehnung an die auch in der Online-Bible verwendeten, von Chr. Wollek überarbeiteten und erweiterten "Strong´s" zusammengestellt.
11. Synonyma des Neuen Testaments - Das von Chr. Wollek sprachlich überarbeitete und teilweise gekürzte Werk von Richard Chenevix Trench (1807–1886), übersetzt von Heinrich Werner (1848–1921).
12. Der hebräischen Text des AT sowie das (von Chr. Wollek leicht überarbeitete) hebr./deutsche Wörterbuch ist mit freundlicher Erlaubnis von Br. Robert Sandrock OSB aus Tnach 5.1 übernommen (Tnach 5.1, 26. Juli 2003; Wörterbuch: Copyright von Frau Dr. R. Geiger, Br. Robert Sandrock OSB, Herr G. Schmidt).
13. Die Kommentare zu den alttestamentlichen Büchern
a. Der Kommentar zu den Psalmen ist eine von Chr. Wollek vorgenommene Bearbeitung der Werke von D.Rudolf Kittel: Die Psalmen (A. Deichertsche Verlagsbuchhandlung Leipzig, 1929) sowie von Carl Bernhard Moll: Der Psalter.
b. Der Kommentar zum Buch Jesaja (Dr. Franz Feldmann: Das Buch Isaias, Verlag der Aschendorffschen Verlagsbuchhandlung, Münster /Westf., 1925).
c. Der Kommentar zum Buch Jeremia ist eine von Chr. Wollek überarbeitete Version des in zweiter Auflage 1928 in der A. Deichertschen Verlagsbuchhandlung Leipzig erschienenen Werkes von D. Paul Scholz: Der Prophet Jeremia.
Integriert in die Volksbibel 2000 ist auch das von Chr. Wollek überarbeitete Buch von J. Köberle († 1929): Der Prophet Jeremia; Verlag der Vereinsbuchhandlung, Calw und Stuttgart, 1908.
d. Die Kommentare zu den sog. "kleinen" Propheten (Hoses, Amos, Obadja, Jona, Micha, Nahum, Habakuk, Zefanja, Haggai, Sacharja u. Maleachi) sind aus "Die kleinen Propheten", nach dem Urtext übersetzt und erklärt von Dr. Paul Riessler, Verlag von Wilhelm Bader, Rottenburg a. N., 1911.
e. Die Kommentare zu den Büchern Spr, Koh, Hld, Weish, Sir, Klgl, Bar und Dan, sind entnommen der (in der Peter Hanstein Verlagsbuchhandlung, Bonn) erschienenen Reihe "Die Heilige Schrift des Alten Testamentes - übersetzt und erklärt in Verbindung mit Fachgelehrten" (Herausgeber: F.Feldmann und H.Herkenne).
Eingearbeitet in den Kommentar zu den Klageliedern ist der Artikel "Untersuchungen zu den Klageliedern" von F. Wutz (Klerusblatt Nr. 14/15, Eichstätt 1930).
Alle in den kommentierten Büchern vorkommende hebräische Wörter des AT sind mit dem hebräisch-deutschen Wörterbuch sowie einer grammatikalischen Analyse verknüpft, sie sind auch wörtlich übersetzt.

## Kritik und Vergleich mit alternativen Bibelprogrammen
Der Hauptvorteil der Volksbibel gegenüber anderen elektronischen Bibelausgaben liegt darin, dass sie kostenlos ist. Zudem werden mit ihr einige Texte geliefert, die es für kein anderes Bibelprogramm gibt. Hierbei handelt es sich um mehrere Bibeltexte, Bibelkommentare und altsprachliche Lexika, die teilweise vom Programmautor Christoph Wollek überarbeitet wurden. Das Programm muss nicht installiert werden. Nach dem Entpacken kann es direkt im Verzeichnis gestartet werden. Für eine Arbeit mit den altsprachlichen Bibeltexten bietet es eine automatische grammatikalischen Bestimmung und Übersetzung der meisten Wörter (AT) sowie die Nennung der Grundform (NT). Gegenüber kommerziellen Produkten besitzt die Volksbibel den Nachteil, dass es fast keine aktuellen, noch copyright-geschützte Texte für sie gibt. Es ist jedoch möglich, andere Bibeltexte in bestimmten Formaten in die Volksbibel zu integrieren. Von vielen Anwendern wird die ungewohnte Benutzeroberfläche des Programms kritisiert.